# Allard Tamminga
Allard Martijn Tamminga (* 1969 in Nijmegen) ist ein niederländischer Philosoph und Professor an der Universität Greifswald.

## Leben
Tamminga wurde 2001 am Institute for Logic, Language and Computation der Universität Amsterdam promoviert. 2016 habilitierte er sich an der Fakultät für Philosophie und Erziehungswissenschaft der Ruhr-Universität Bochum. Von 2001 bis 2003 war er an der Freien Universität Amsterdam und von 2003 bis 2020 an der Universität Groningen tätig. Von 2012 bis 2014 wirkte er außerdem an der Carl von Ossietzky Universität Oldenburg und von 2014 bis 2019 an der Universität Utrecht. Von 2011 bis 2013 war er außerdem Vertretungs- und Gastprofessor an der Universität Bayreuth. Seit 2020 ist Tamminga Professor für Philosophie mit dem Schwerpunkt Theoretische Philosophie an der Universität Greifswald.

## Forschungsschwerpunkte
Zu den Forschungsschwerpunkten von Allard Tamminga gehören unter anderem Logik, Handlungsphilosophie und Philosophie des 20. Jahrhunderts.

## Publikationen (Auswahl)

### Herausgaben
- Olivier Roy, Allard Tamminga und Malte Willer (Hrsg.): Deontic Logic and Normative Systems. College Publications, London 2016, ISBN 978-1-84890-215-2 (288 Seiten).

### Beiträge in Sammelbänden
- Frederik van de Putte, Allard Tamminga und Hein Duijf: Doing without nature. In: Alexandru Baltag, Jeremy Seligman und Tomoyuki Yamada (Hrsg.): Logic, rationality, and interaction – 6th international workshop. Springer, Berlin 2017, ISBN 978-3-662-55665-8, S. 209–223 (englisch).
- Allard Tamminga: On the relation between collective and individual obligations. In: Elena Dragalina-Chernaya (Hrsg.): Rationality in action – Intentions, interpretations and interactions. Aleteya, Sankt Petersburg 2015, ISBN 978-5-906823-22-9, S. 183–189 (englisch).

### Artikel in Fachzeitschriften
- Allard Tamminga und Frank Hindriks: The irreducibility of collective obligations. In: Philosophical Studies. Band 17, 2020, ISSN 0031-8116, S. 1085–1109 (englisch).
- Allard Tamminga und Hein Duijf: Collective obligations, group plans and individual actions. In: Economics and Philosophy. Band 33, 2017, ISSN 0266-2671, S. 187–214 (englisch).
- Allard Tamminga und Sander Verhaegh: Katz's revisability paradox dissolved. In: Australasian Journal of Philosophy. Band 91, 2013, ISSN 0004-8402, S. 771–784 (englisch).